# بوينغ طراز 81
طائرة بوينغ طراز 81 طائرة تدريب أميركية بنيت من قبل شركة بوينغ في عام 1928. هي تطوير لطراز 64. استعملت المحرك المطور حديثا بقوة 125 حصان فيرتشايلد-كامينيز بأسطوانات محرك شعاعي. تبتشغيل في أقل دورة في الدقيقة من معظم محركات (1000 دورة في الدقيقة) المطلوب استخدامها بشكل كبير في الملعب المروحة.

## طرازات مختلفة
81
الأصلي كانميز محركات الطائرات
81أي
145 حصان محرك أكسلسون
81بي
115 حصان محرك أكسلسون
81سي
100 حصان كينير K-5, تصميم الذيل.
أكس أن2بي
البحرية الأمريكية.

## المشغلون
- مدرسة بوينغ للطيران

## المواصفات
مصدر البيانات: Bowers, 1989. p. 144
الخصائص العامة
- طاقم العمل: 2
- الطول: 25 قدم 8 إنش (7.82 م)
- طول الجناح: 35 قدم  إنش (10.67 م)
- الأرتفاع: 11 قدم 2 إنش (3.40 م)
- منطقة الجناح: 259 قدم2 (24.06 م2)
- الوزن الفارغ: 1,652 رطل (750 كجم)
- الوزن الإجمالي: 2,178 رطل (988 كجم)
- المحرك: 1 × Fairchild-Caminez, 125 حصان (93 كيلو وات) لكل

الأداء
- السرعة القصوى: 103.9 ميل/ساعة (167 كم/س)
- سرعة الأنطلاق: 86 ميل/ساعة (138 كم/س)
- المدى: 335 ميل (539 كم)
- الحد الأقصى للخدمة: 12,000 قدم (3660 م)
- معدل الصعود: 515 قدم / دقيقة (2.62 م/ث)